# Tetragnatha rimitarae
Tetragnatha rimitarae är en spindelart som beskrevs av Embrik Strand 1911. Tetragnatha rimitarae ingår i släktet sträckkäkspindlar, och familjen käkspindlar. Inga underarter finns listade i Catalogue of Life.